# 邱楠生
邱楠生(1968年7月—)，中国福建人，中国教育部长江学者特聘教授，中国石油大学（北京）地球科学学院盆地与油藏研究中心主任。

## 生平
邱楠生教授于1989年毕业于淮南矿业学院，1991年在中国矿业大学研究生部获得煤田地质学硕士学位。1994年，在中国科学院地质研究所获得构造地质学博士学位。自1994年起，在中国石油大学（北京）地球科学学院从事教学与科研工作，并先后担任盆地与油藏研究中心主任、地球科学学院院长等职务。

## 学术兼职
- 中国地质学会构造地质学与地球动力学专业委员会副主任
- 中国地质学会同位素地质专业委员会委员
- 中国地球物理学会地热专业委员会委员
- 中国矿物岩石地球化学学会包裹体专业委员会委员